# Lil Nas X
Lil Nas X, de son vrai nom Montero Lamar Hill, né le 9 avril 1999 à Atlanta, en Géorgie, est un chanteur, rappeur, auteur-compositeur-interprète et danseur-chorégraphe américain.
Il se fait mondialement connaître en 2019 avec la chanson Old Town Road, mélange de country et de rap, qui devient le titre ayant passé le plus de semaines à la première place du Billboard Hot 100 américain, puis avec plusieurs clips dans lesquels il affirme son homosexualité de façon militante et décomplexée. Il sort son premier album, Montero, en 2021.

## Biographie

### Enfance
Montero Lamar Hill naît à Atlanta, dans l'État de Géorgie aux États-Unis, et a quatre frères et sœurs. Le nom que lui choisit sa mère est inspiré d'une voiture 4x4 (Mitsubishi Montero) dont elle rêvait,, . Ses parents divorcent lorsqu'il a six ans et il grandit alors avec sa mère et son arrière grand-mère dans la cité à loyers modérés (en) de Bankhead Courts (en), un quartier à l’ouest de la ville. Lorsqu'il a neuf ans, son père obtient la garde de la fratrie et emménage à Austell dans le comté de Cobb.
À treize ans, Montero apprend la trompette au lycée de Lithia Springs et devient le « first chair » de l'orchestre mais abandonne cet instrument par peur de paraître ringard. En 2017, il y obtient son diplôme. Il étudie un an à l’université de West Georgia avant de renoncer, habitant alors avec sa sœur tout en travaillant dans la restauration rapide Zaxby's et au parc d'attractions Six Flags Over Georgia.
Il affirme avoir commencé à s'isoler du reste du monde durant son adolescence tout en passant beaucoup de son temps sur le web dans l’espoir de créer une « personnalité internet » qui fasse connaître son activité, multipliant les formes de proposition. Il poste alors des petites vidéos humoristiques sur Facebook et Vine, et crée également un site de fans de Nicki Minaj sur Twitter.
En 2015, certains de ses tweets deviennent viraux et ses « FanPages » obtiennent du succès. Deux ans plus tard, son compte attire l’attention pour les « micronouvelles » interactives (« flash fictions») qu'il crée au moyen de TweetDeck et qui le popularisent sur Twitter,, où il diffuse plusieurs chansons de sa composition, dont Shame (« Honte »).
Il choisit alors son surnom « Nas », en hommage au rappeur Nasir Jones, le gimmick « Lil », et le chiffre romain X, le nombre d’années qu’il estime nécessaires pour devenir une légende. Il arrête ses études.

### Carrière
Le 21 juin 2019, il sort son premier projet, un EP intitulé 7 et composé de huit titres notamment Old Town Road et Rodeo en collaboration avec Cardi B, issu du « Yeehaw Challenge » de la plateforme TikTok.
Le morceau atteint la première place du Billboard Hot 100 et devient un succès mondial, en partie grâce à un featuring avec l'ancien chanteur de country Billy Ray Cyrus. Alors que la chanson atteint la dix-neuvième place du Hot Country Songs, son déclassement par le magazine Billboard provoque une controverse,. Le 29 juillet 2019, le morceau avait battu le record de longévité en tête des ventes de disques aux États-Unis, en restant vingt-deux semaines d’affilée en tête.
En mars 2021, il sort le single Montero (Call Me by Your Name) qui atteint la première place du classement américain Billboard Hot 100 et en juillet de la même année, Industry Baby, qui atteint la deuxième place du même classement, les deux titres connaissant un succès mondial et positionnant en août 2021 leur auteur comme l'artiste masculin le plus écouté sur la plateforme Spotify,. En 2021, Lil Nas X remporte le prix de la vidéo de l'année lors de la 40e cérémonie des MTV Video Music Awards pour le clip de Call Me by Your Name.
Son premier album, Montero, sort en 2021,. Il s'agit d'un « visual album », avec des clips réalisés pour chacune des chansons. Dans le teaser de l'album, qualifié de « délirant de kitsch » dans Libération, Lil Nas X se présente comme un « rappeur power bottom »,,.
Début 2024, lorsque sort le nouveau single J Christ, Lil Nas X cumule quatre chansons qui dépassent le milliard d'écoutes sur Spotify : Industry Baby (1,9 milliard), Montero (Call Me By Your Name) (1,8 milliard), le remix d'Old Town Road (presque 1,5 milliard) et That's What I Want, autre single de l'album Montero (1 milliard). Old Town Road reste sa chanson la plus écoutée si l'on ajoute les 985 millions d'écoutes pour la version originale, sans le featuring avec Billy Ray Cyrus. Deux autres chansons dépassent les 500 millions d'écoutes (Holiday et Panini) tandis qu'une autre dépasse les 400 millions (Star Walkin, musique originale du championnat du monde de League of Legends 2022). J Christ est un échec commercial ; le titre ne cumule que 30 millions d'écoutes fin mars 2024 sur Spotify. Fin juin 2024, il sort le morceau HERE WE GO! intégré à la bande originale du film Netflix Le Flic de Beverly Hills : Axel F. sorti quelques jours plus tard, où il remixe le thème principal de la saga d'Harold Faltermeyer.

### Vie privée
Le 30 juin 2019, pendant le mois des fiertés, le rappeur fait son coming out gay dans une série de tweets montrant la pochette de son EP qui affiche un drapeau arc-en-ciel (symbole des luttes LGBTQ+) ainsi qu'une explication des paroles de la chanson C7osure (You Like), racontant son parcours,,.

## Style musical

### Influences musicales
Le style musical de Lil Nas X est décrit comme pop-rap,,, hip-hop,,, country rap,,, trap, pop rock, pop,, et rock.
Il attribue aux artistes LGBTQ Frank Ocean et Tyler, The Creator, ses sources d’inspiration, pour avoir « facilité mon séjour là où je suis, confortablement ».
Lil Nas X cite Nicki Minaj, Katy Perry, Drake, Miley Cyrus et Doja Cat comme quelques-unes de ses plus grandes influences,,. Il dit également être fan de Madonna, autre icône de la communauté LGBT, qu'il a rencontré à quelques reprises sur scène,,. Il la défendra quelques mois plus tard, après une sortie de la chanteuse, lors de la 21 édition des BET Awards.
En 2019, il déclare : « J’ai grandi sur Internet, donc mes influences viennent de partout musicalement ». Il a grandi en écoutant des artistes hip-hop tels qu’Andre 3000, Kendrick Lamar, Kid Cudi et Lil Uzi Vert,.

## Polémiques

### Affaire des baskets sataniques
Lil Nas X travaille avec le collectif artistique MSCHF, « une entreprise connue pour la création de produits controversés et viraux », pour sortir des baskets baptisées Satan Shoes le 28 mars 2021, au même moment que la sortie de Montero (Call Me by Your Name) ; ce sont des Nike Air Max 97 modifiées – décorées d’un pentagramme et d’un verset biblique sur la chute de Satan du ciel. La semelle des chaussures contiendrait une goutte de sang humain provenant de membres de MSCHF. Les 666 paires sont toutes vendues au prix de 1 018 dollars, le jour même de leur mise en vente. Nike dépose plainte, assure n'être « en aucun cas associé à ce projet » et demande des dommages et intérêts.
Les chaussures ont fait l’objet d’une controverse,. Lil Nas X a réagi sur Twitter en demandant à ses critiques de « rester en dehors de la vie des autres et d’arrêter de leur dicter qui ils devraient être ». Il a plus tard expliqué que la controverse et les réactions négatives l’affectaient émotionnellement.
À compter du 1er avril 2021, Nike réussi à obtenir une ordonnance restrictive contre MSCHF, bloquant temporairement les ventes des Satan Shoes. Le 10 avril, un accord à l'amiable est trouvé entre le collectif et l'équipementier qui permet aux acheteurs qui le souhaitent d'être remboursés, indiquant qu’ils sont « en droit » de ne pas renvoyer lesdites chaussures.
Quelques semaines après l'affaire, Lil Nas X sort un nouveau titre, Industry Baby, dont le clip capitalise avec humour sur le contentieux et lui permet de rejoindre la deuxième place du Billboard Hot 100 et, pour la troisième fois, la première place du Billboard’s Streaming Songs chart.

## Discographie

### Album studio
- 2021 : Montero[23]

### Mixtape
- 2018 : Nasarati

### Singles
- 2018 : Shame
- 2018 : Sonic Shit (Original)
- 2018 : Thanos (Blow It)
- 2018 : Donald Trump
- 2018 : Carry On
- 2018 : Same Shit (Freestyle)
- 2018 : Grab That
- 2018 : Rio de Janeiro
- 2018 : Rookie
- 2018 : Old Town Road (Solo)
- 2019 : Banzup'
- 2019 : Old Town Road (feat. Billy Ray Cyrus)
- 2019 : Sonic Shit (feat. Digital Nas)
- 2019 : Old Town Road (Diplo Remix) (feat. Billy Ray Cyrus & Diplo)
- 2019 : Panini (en) (Original)
- 2019 : Old Town Road (Remix) (feat. Billy Ray Cyrus, Young Thug & Mason Ramsey)
- 2019 : Seoul Town Road (feat. RM)
- 2019 : Panini (feat. DaBaby)
- 2020 : Rodeo (en) (feat. Cardi B)
- 2020 : Holiday
- 2021 : Montero (Call Me by Your Name)
- 2021 : Sun Goes Down (en)
- 2021 : Industry Baby (feat. Jack Harlow)
- 2021 : Thats What I Want (en)[60],[61]
- 2022 : Lost in the Citadel
- 2022 : Late to da Party (feat. YoungBoy Never Broke Again)
- 2022 : Star Walkin'
- 2024 : J Christ[62]
- 2024 : Where Do We Go Now ?[63]
- 2024 : Light Again

### Collaborations
| Année | Titre                       | Artiste en featuring                       | Nationalité de l'artiste   | Album/Single    |
| ----- | --------------------------- | ------------------------------------------ | -------------------------- | --------------- |
| 2019  | Old Town Road               | Billy Ray Cyrus                            | Drapeau des États-Unis     | 7               |
| 2019  | F9mily                      | Travis Barker                              | Drapeau des États-Unis     | 7               |
| 2019  | Rodeo                       | Cardi B                                    | Drapeau des États-Unis     | 7               |
| 2019  | Old Town Road (Remix)       | Billy Ray Cyrus & Diplo                    | Drapeau des États-Unis     | -               |
| 2019  | Old Town Road (Remix)       | Billy Ray Cyrus, Young Thug & Mason Ramsey | Drapeau des États-Unis     | -               |
| 2019  | Old Town Road (Remix)       | RM de BTS                                  | Drapeau de la Corée du Sud | -               |
| 2019  | Panini (Remix)              | DaBaby                                     | Drapeau des États-Unis     | -               |
| 2020  | Rodeo                       | Nas                                        | Drapeau des États-Unis     | -               |
| 2021  | INDUSTRY BABY               | Jack Harlow                                | Drapeau des États-Unis     | Montero         |
| 2021  | No Friends                  | The Kid SCAR                               | Drapeau de l'Algérie       | -               |
| 2021  | SCOOP                       | Doja Cat                                   | Drapeau des États-Unis     | Montero         |
| 2021  | ONE OF ME                   | Elton John                                 | Drapeau du Royaume-Uni     | Montero         |
| 2021  | DOLLA SIGN SLIME            | Megan Thee Stallion                        | Drapeau des États-Unis     | Montero         |
| 2021  | AM I DREAMING               | Miley Cyrus                                | Drapeau des États-Unis     | Montero         |
| 2022  | Late To Da Party (F*CK BET) | YoungBoy Never Broke Again                 | Drapeau des États-Unis     | -               |
| 2024  | Tennessee                   | Kevin Abstract                             | Drapeau des États-Unis     | Glue            |
| 2024  | Light!                      | skaiwater & 9Lives                         | &                          | #gigi           |
| 2024  | He Knows                    | Camila Cabello                             | -                          | C,XOXO          |
| 2025  | P.B.S.                      | Destin Conrad                              | Drapeau des États-Unis     | LOVE ON DIGITAL |

## Concert virtuel
En novembre 2020, Lil Nas X présente son tout premier concert virtuel sur la plateforme multi-joueurs de jeu vidéo Roblox. Le show The Lil Nas X Concert Experience dure une dizaine de minutes et permet aux joueurs de se déplacer dans un univers interactif tout en écoutant plusieurs musiques interprétées par l'avatar virtuel du rappeur. Ses mouvements sont capturés grâce à la technologie de la motion-capture,. En deux jours, le show comptabilise 33 millions de vues.

## Documentaires
- « Podcast. Lil Nas X : une icône noire, gay et flamboyante », Le Monde.fr,‎ 18 octobre 2021 (lire en ligne [audio], consulté le 18 octobre 2021)